# Manillio
Manillio (* 14. Mai 1987 in Frauenfeld; bürgerlicher Name Manuel Liniger) ist ein Schweizer Rapper aus Solothurn.

## Biografie
2005 wagte Manillio seine ersten Schritte im Rapgeschäft, wobei er sich sowohl als Produzent als auch als Rapper engagierte. Schon bald fand er Kontakte zu regionalen Rap-Künstlern. 2006 gewann er einen Rapwettbewerb von Stress’ Gruppe Double Pact und sicherte sich so ein Feature auf deren Best-of-Album. Später konnte er auch mit ihnen im Zürcher X-Tra auftreten.
Ab 2007 machte er mit der Mixtapeserie Jurassic Parts von sich reden. Nachdem er den ersten Teil der Trilogie noch kostenlos über das Internet zur Verfügung stellte, erschien die letzten beiden Teile als CDs. Manillio sagte über das 2008 erschienene Jurassic Parts Vol. 3: 5 Vor Gross, dass er es als den letzten Schritt vor seinem Soloalbum ansehe.
2008 trat er zum ersten Mal beim Openair Frauenfeld auf, zusammen mit Rappern wie Jay-Z, Wu-Tang Clan, Kool Savas und Ice Cube.
Am 2. Oktober 2009 erschien sein Soloalbum Jede Tag Superstar. 2010 wurde der Videoclip zu Stärne veröffentlicht, sowie ein Remix des Produzenten Claud.
2013 veröffentlichte er sein zweites Album Irgendwo, welches direkt auf Platz 6 der Schweizer Albencharts einstieg. Das Album wurde von Fans und Kritikern äusserst positiv aufgenommen und vermochte Manillio als feste Grösse in der Schweizer Rap-Szene zu etablieren.
An den Swiss Music Awards 2014 wurde Manillio für einen Award als "Best Breaking Act National" nominiert.
Sein drittes und bis anhin erfolgreichstes Album Kryptonit erschien 2016 auf Universal Music. Es erreichte auf Anhieb Platz 1 der Schweizer Albumcharts und verweilte 21 Wochen in den Top100. Die erste Single-Auskopplung Monbijou avancierte zu einem Sommerhit und erreichte Platz 37 der Singlecharts.
Am 25. November 2016 gewann er an der Energy Star Night den ersten Schweizer Energy Music Award.
Bei den Swiss Music Awards 2017 war Manillio für die Awards "Best Male Act National" und "Best Hit National" nominiert.
Ende 2018 erschien mit PLUS MINUS sein viertes Solo-Album, wieder auf Universal Music.
Ab März 2019 baute er den Secondhandshop "The New New Bern" mit auf, bevor er sich Ende 2023 aus dem Projekt verabschiedete.
2024 erschien das fünfte Solo-Album "DEHEIM DEHEIM" via Bakara Music.
An den Swiss Music Awards 2025 war Manillio für den Award "Best Solo Act National" nominiert.

## Diskografie
Alben
- 2006: Jurassic Parts Vol. 1 (Freedownload-Mixtape)
- 2007: Jurassic Parts Vol. 2 (Mixtape)
- 2008: Jurassic Parts Vol. 3: 5 Vor Gross (Mixtape)
- 2009: Jede Tag Superstar
- 2013: Irgendwo
- 2016: Kryptonit
- 2018: Plus Minus
- 2024: Deheim Deheim

Singles
- 2010: Stärne
- 2016: Monbijou
- 2017: Schall und Rauch

Sonstige
- 2010: Forever/Never (Freetrack)
- 2014: Auti Stross (Freetrack)